# Amaliastein
Amaliastein was een kasteel aan de westzijde van de Nederlandse stad Vianen, provincie Utrecht. 

## Geschiedenis
Hendrik van Brederode, heer van Vianen, bouwde in 1560 in het Viaanse Bos een kasteel voor zijn echtgenote Amalia van Nieuwenaar-Alpen. Hij vernoemde het kasteel ook naar haar: Amaliastein. Het slot zou gaan dienen als zomerverblijf of lusthof.
Hendrik speelde een grote rol in het verzet tegen Spanje. Hij was in 1565 lid geworden van het Eedverbond der Edelen en had in 1566 het smeekschrift der edelen aan landvoogdes Margaretha aangeboden. Toen een jaar later Spaanse troepen de stad Vianen naderden, moesten Hendrik en Amalia vluchten. Hun bezittingen, waaronder Amaliastein, werden verbeurd verklaard.
In 1576 kreeg de familie Brederode zijn bezittingen weer terug, maar Hendrik was al in 1568 overleden en Amalia was in Duitsland blijven wonen.
Rond 1650 werd Amaliastein door Johan Wolfert van Brederode vernieuwd en van een grote tuin voorzien.
In 1725 verkochten de erfgenamen van de Brederodes het kasteel aan de Staten van Holland en West-Friesland, die het in 1736 verkochten aan Caesar Tronchius. Midden 18e eeuw was het in eigendom van Daniel Theodorus van Hamel. 
In 1814 werd het vervallen geraakte Amaliastein afgebroken.

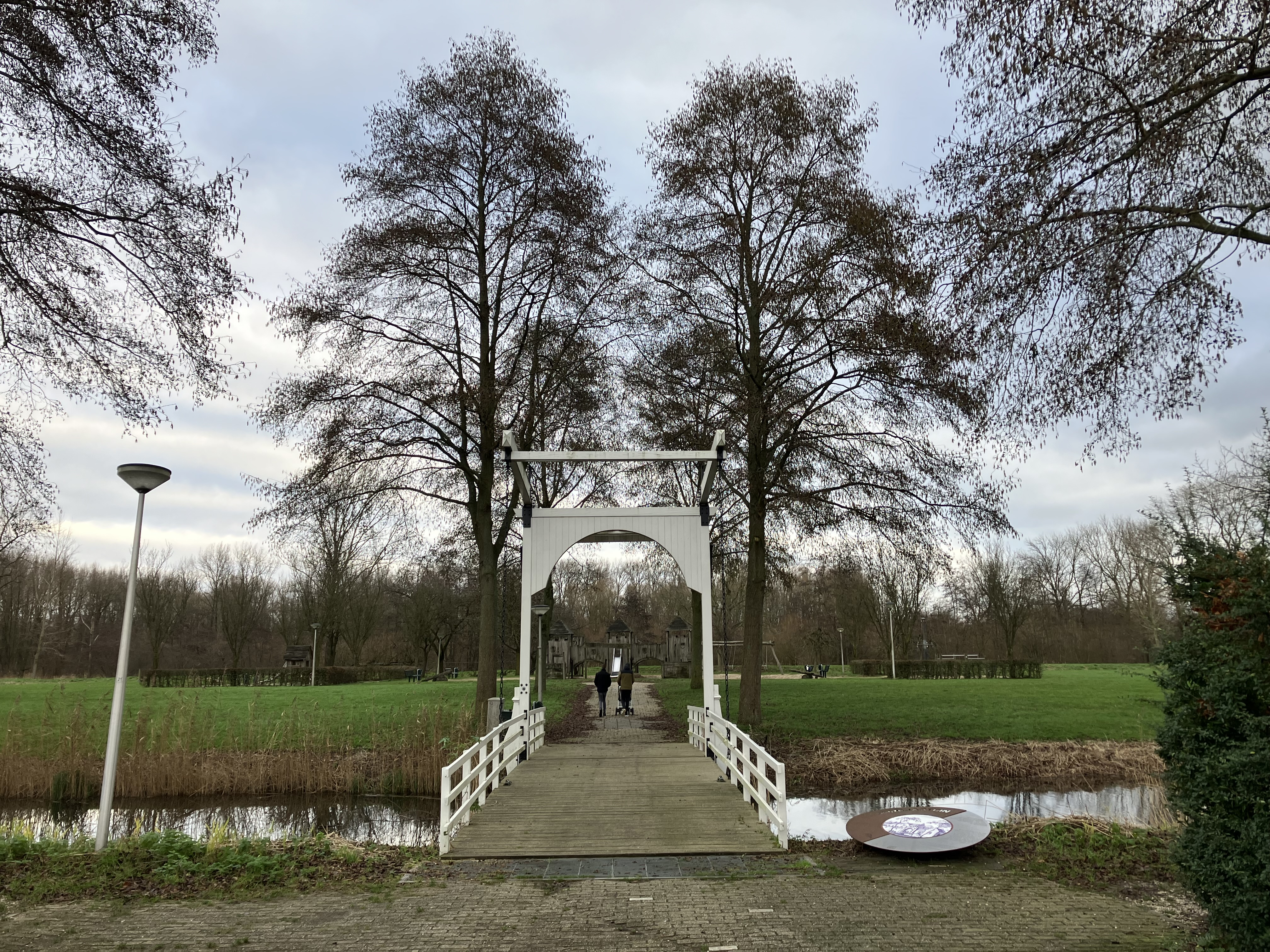
Amaliastein in 2023

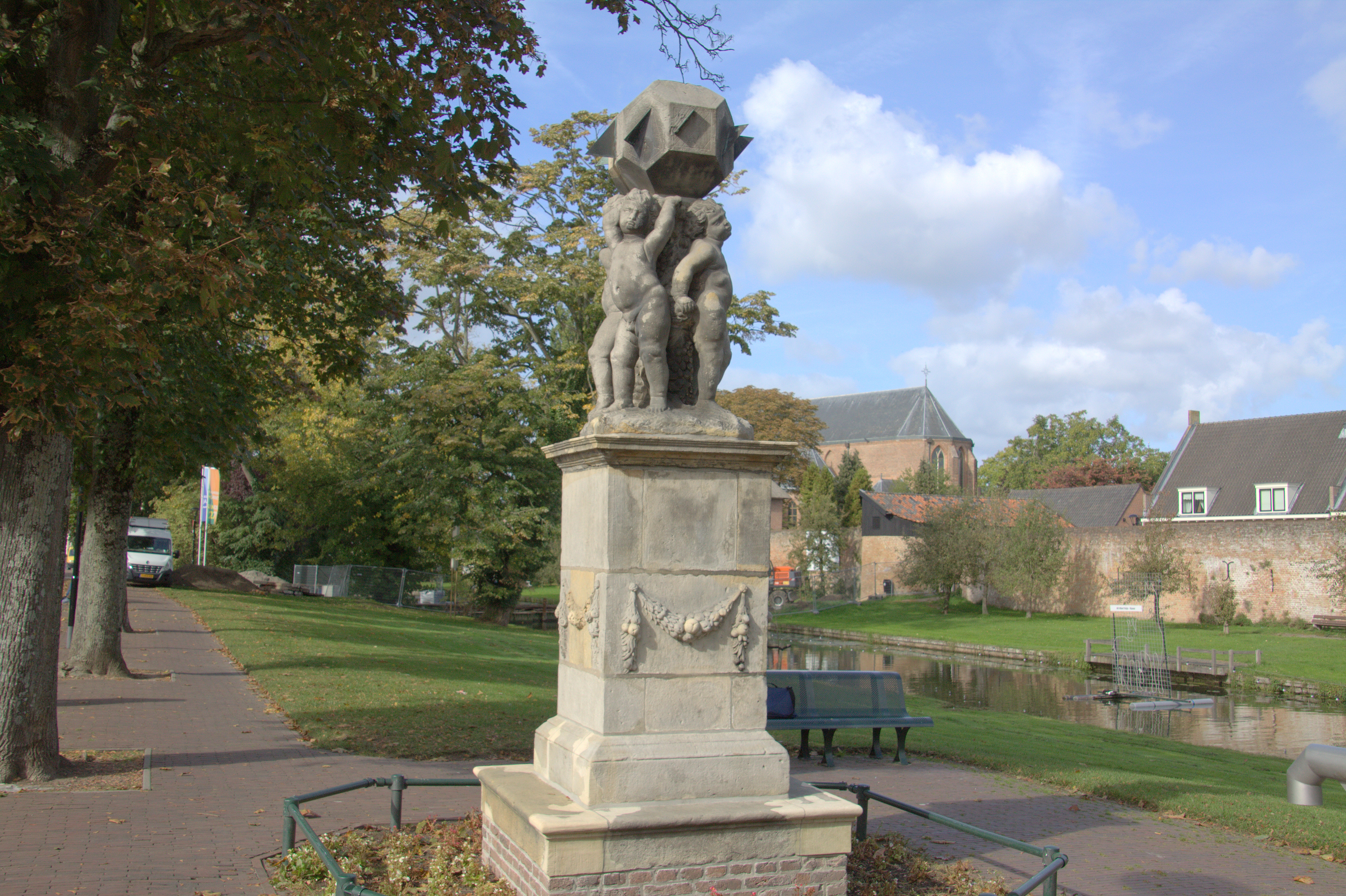
Zonnewijzer in Vianen

## Beschrijving
Amaliastein lag op een omgracht terrein en is in twee fasen gebouwd: de oorspronkelijke bouw uit 1560 en de vernieuwing rond 1650.
In de 17e en 18e eeuw lag in het midden van het kasteelterrein een plein met aan de ene zijde het hoofdgebouw en aan de andere zijde een terras met bijgebouw. Rondom bevond zich een formele tuin die in ommuurde vakken was ingedeeld, waarbij de vakken dienden als moestuin. 
Het omgrachte kasteelterrein is bewaard gebleven, evenals een deel van het naastgelegen Viaanse Bos. Op het kasteelterrein bevinden zich nu een park en speeltuin.
Op het kasteelplein werd rond 1650 een zonnewijzer geplaatst. Deze bevindt zich anno 2023 op de Lijnbaan en is een rijksmonument.
Kasteel Ter Aa (Breukelen) ·
Aastein ·
Slot Abcoude ·
Amaliastein ·
Nieuw-Amelisweerd ·
Oud-Amelisweerd ·
Kasteel Amerongen ·
Kasteel Batestein (Harmelen) ·
Kasteel Batestein (Vianen) · 
De Beest ·
Bergestein ·
Beverweerd ·
Blasenburg ·
Blikkenburg ·
Blommesteyn ·
Bolenstein ·
Bolsweerd ·
Bottestein ·
Kasteel Broekhuizen ·
Bruinenburg ·
Huis Cammingha ·
Clarenborg ·
Coelhorst ·
De Batau ·
Dompselaer ·
Huis Doorn ·
Drakenburg (kasteel) ·
Drakensteyn ·
Kasteel Duurstede ·
Huis Ter Eem ·
Eijkelenburg ·
Emmickhuizen ·
Den Engh ·
Essenstein ·
Everstein (Everdingen) ·
Everstein (Jutphaas) ·
Den Eyck ·
Galesloot ·
Kasteel Geerestein ·
Gildenborgh ·
Kasteel Ten Goye ·
Grauwert ·
Grijpestein ·
Groenestein (Langbroek) ·
Kasteel Groeneveld (Baarn) ·
Groenewoude (Woudenberg) ·
Gunterstein ·
Kasteel de Haar ·
Kasteel Hagestein ·
Hamtoren ·
Kasteel Hardenbroek ·
Huis Harmelen ·
Ridderhofstad Heemstede ·
Kasteel Heemstede ·
Heimenberg ·
Heimerstein ·
Huis Herlaar ·
Ter Heul ·
Heulestein ·
Hindersteyn ·
Kasteel Ter Horst (Achterberg) ·
Isselt ·
Kasteel IJsselstein ·
Jagenstein ·
Kersbergen ·
Killestein ·
Kronenburg (kasteel) ·
Kasteel Levendaal ·
Lichtenberg (Woudenberg) ·
Lievendaal (Amerongen) ·
Landgoed Linschoten ·
Kasteel Linschoten ·
Lockhorst ·
Kasteel Loenersloot ·
Kasteel Lunenburg ·
Huis Maarsbergen ·
Marckenburg ·
Ter Meer ·
Ter Mey (Haarzuilens) ·
Huis te Mijdrecht ·
Huis te Mijnden ·
Kasteel Moersbergen ·
Kasteel Montfoort ·
Natewisch ·
Te Nesse ·
Kasteel Nijenrode ·
Nijenstein ·
Nijeveld ·
Noordwijk (Langbroek) ·
Huis te Oosterwijk ·
Oostwaard (Utrecht) ·
Op de Bol ·
Oud-Broekhuizen ·
Ridderhofstad Oudaan ·
Huis Oudegein ·
Oudenhorst ·
Plettenburg (kasteel) ·
Huis De Polle ·
Prattenburg ·
Kasteel Putkop ·
Randenbroek (park) ·
Remmerstein ·
Kasteel Renswoude ·
Rhijnauwen ·
Kasteel Rhijnestein ·
Huis Riebeek ·
Kasteel Rijnenburg ·
Rijnestein ·
Rijneveld ·
Kasteel Rijnhuizen ·
Rijningen ·
Huis Rijnsweerd ·
Rijpickerwaard · 
Kasteel Rijsenburg ·
De Roetert ·
Rumelaar ·
Kasteel Ruwiel ·
Royestein ·
Kasteel Sandenburg ·
Kasteel Schalkwijk ·
Kasteel Schonauwen ·
Schurenburg ·
Snaafburg ·
Snellenburg ·
Paleis Soestdijk ·
Steenhuis (Lopik) ·
Kasteel Sterkenburg ·
Stormerdijk ·
Landgoed Stoutenburg ·
Ten Massche ·
Valkenburg (Rhenen) ·
Huis te Velde ·
Kasteel Veldenstein ·
Hofstede te Vliet ·
Huis te Vleuten ·
Huis te Vliet (Lopik) ·
Huis te Vliet (Oudewater) ·
Vogelpoel ·
Huis te Voorn ·
Vredelant ·
Vronestein ·
Vuijlcop ·
Kasteel Walenburg ·
Wayenstein (Amerongen) ·
Kasteel Weerdenburg ·
Weerdesteyn ·
Weerestein ·
Hof ter Weyde ·
Wickenburgh ·
Wijnestein ·
Wiltenburg (Utrecht) ·
Kasteel van Woerden ·
Huis Woudenberg ·
Huis te Woudenberg (I) ·
Huis te Woudenberg (II) ·
Wulven ·
Kasteel Oud-Wulven ·
Wulvenhorst ·
Slot Zeist ·
Kasteel Zuilenburg ·
Zuileveld ·
Slot Zuylen ·
Huis Zuylenstein